# Coureur indien
Le coureur indien est une race de canard originaire d'Angleterre, probablement importée dans ce pays en provenance d'Asie. D'abord sélectionné pour la ponte, pour laquelle les canes ont de grandes performances et produisent en moyenne 200 œufs par an, ce canard est maintenant de plus en plus répandu dans le monde comme canard d'ornement. Il doit cette popularité à sa démarche particulière, quasi-verticale et donnant l'impression de toujours courir. 
Dans des cas très rares, il peut voler en décollant d'un endroit pentu ou en prenant ses appuis pour voler mais il n'ira pas bien loin. Le coureur indien peut être utilisé afin de lutter contre les limaces et escargots qu'il mange volontiers.

## Origine
Un certain flou demeure autour de l’origine du coureur indien. Pour certains[Qui ?], il a été importé par les Anglais d’Asie au cours du XIXe siècle. Son origine précise diffère selon les auteurs, la Malaisie, la Chine et le nord de l'Inde revenant régulièrement. La race est citée comme très ancienne dans ces pays, comme en témoignent des gravures sur des pierres retrouvées sur l'île de Java qui suggèrent que la race existait déjà il y a 2000 ans. Cette origine est toutefois controversée. Une encyclopédie agricole indique d’ailleurs en 1905 que « ses premiers propagateurs ont reconnu lui avoir donné son nom sans souci de son origine ». Par ailleurs, des auteurs décrivent depuis bien longtemps des canards ressemblant au coureur indien en Europe, comme Buffon dès le XVIIIe siècle. Pour certains encore, c’est une race récente issu du croisement entre des canards de Pékin et de Virginie.
Quelle que soit son origine, c’est en Angleterre que ce canard s’est développé au cours du XIXe siècle. Il est sélectionné par les éleveurs de ce pays pour ses qualités de ponte, et est vraisemblablement croisé avec diverses races anglaises. Repris par les éleveurs d’animaux d’ornement à la fin du XXe siècle, il est exporté dans le monde entier.

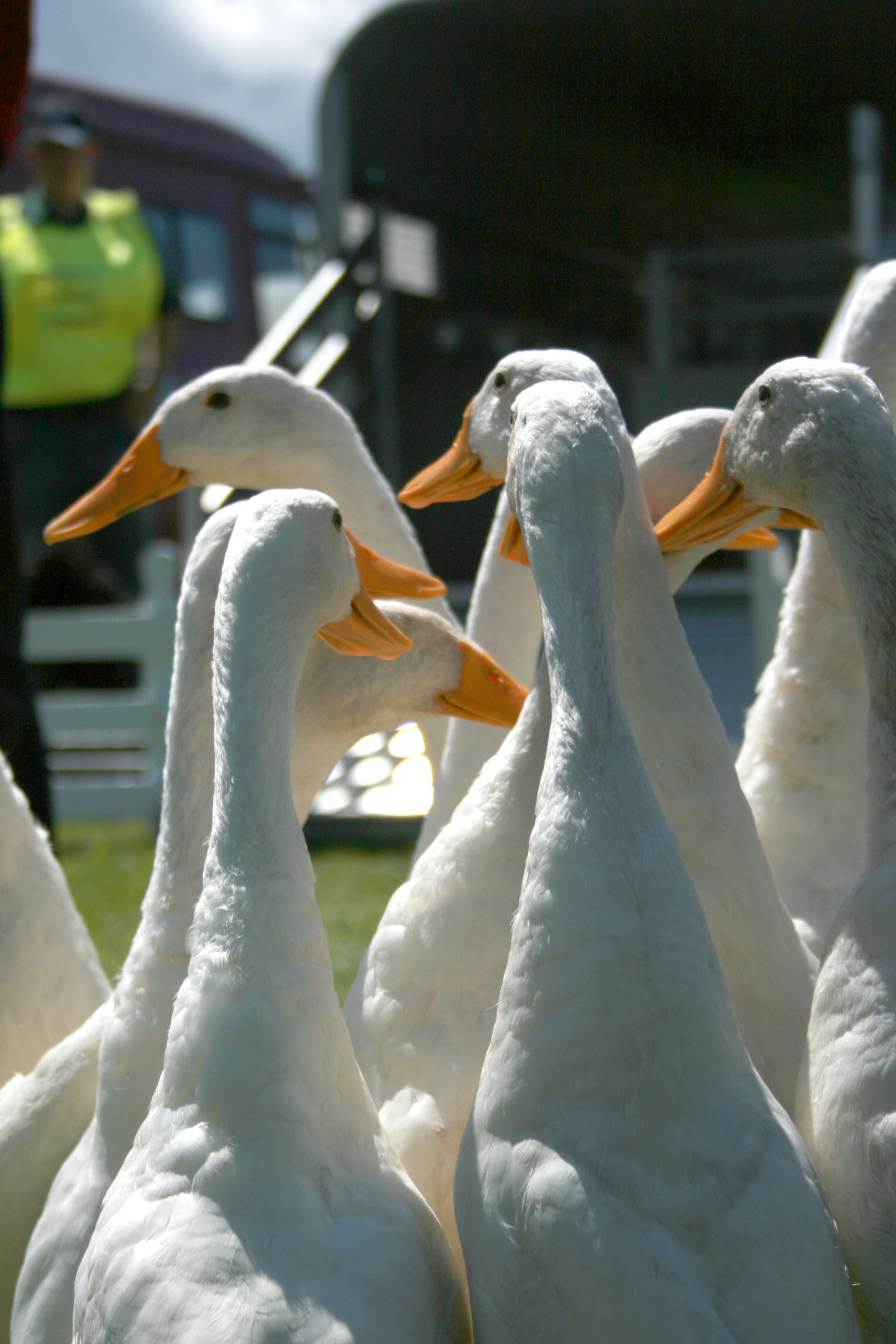
Canards coureurs indiens blancs.

## Description

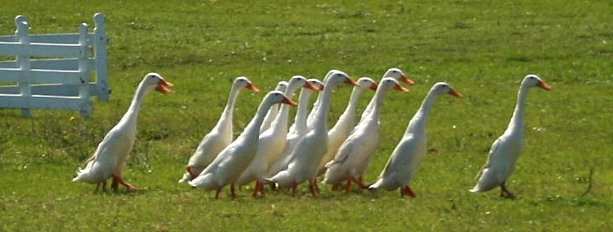
Le coureur indien possède une allure bien caractéristique

Le coureur indien se caractérise principalement par son port quasi vertical, quand les autres canards présentent une ligne du dos plus ou moins horizontale, et son allure vive. Son corps est mince et allongé, avec un long cou se terminant par une tête mince, des petites ailes qui ne lui permettent pas de voler, et des pattes portées très en arrière. Toutes ces caractéristiques ne font que renforcer l’impression verticale que donne ce canard. D’un point de vue anatomique, ce port particulier est lié à son fémur particulièrement court, implanté de manière bien postérieure à celui des autres canards.
Race à l’origine blanche, on rencontre aujourd’hui diverses colorations du plumage. On rencontre ainsi des variétés blanches, noires, brunes, bleues (couleur gris ardoise), sauvages (reprenant la coloration du canard colvert, avec dimorphisme entre mâles et femelles), truitées, panachées (fauve et blanc), jaune pois et sauvages argentées.
C’est un canard léger, qui pèse entre 1,75  et   2 kg. Il est très peureux, moins bruyant que l'oie mais plus que le canard de Barbarie (qui est muet).

## Aptitudes
Le coureur indien est principalement réputé pour ses facultés de ponte. La cane pond des œufs d’environ 65 g minimum, à la coquille blanche pour la plupart des variétés et verdâtre pour les variétés foncées. C’est une excellente pondeuse qui pond en moyenne 200 œufs dans l’année dans des conditions favorables, le record étant de pas moins de 350 œufs en 365 jours. Elle pond dès l'âge de 6 mois, et poursuit de manière soutenue durant 3, 4 voire 5 ans. La couvaison dure environ 28 jours.
La viande de ce canard est abondante par rapport à sa taille, et elle est savoureuse. Ce canard léger a des besoins alimentaires moindres que les grosses races et il se nourrit aussi de vers et d’insectes qu’il trouve en fouillant le sol et l’herbe.
À l’heure actuelle, les qualités de pondeuse de cette race sont peu à peu laissées de côté et ce canard a tendance à devenir uniquement un canard d’ornement, rendu populaire par son allure caractéristique. Les coureurs indiens sont aussi très utiles au potager pour éliminer limaces et escargots. À la différence des poules,  ils ne font pas de dégâts car ils ne grattent pas le sol. Par contre,  ils mangent des salades, et adorent patauger dans la boue afin d'y faire des trous avec leur bec pour se nourrir des insectes qui s'y trouvent.
Les coureurs indiens ont besoin d’un point d’eau pour qu’ils puissent s’y baigner en entier (une bassine ou un bac à sable en forme de coquillage suffisent). Cela leur permet de boire, de se laver, de se rincer le bec etc.

## Sélection

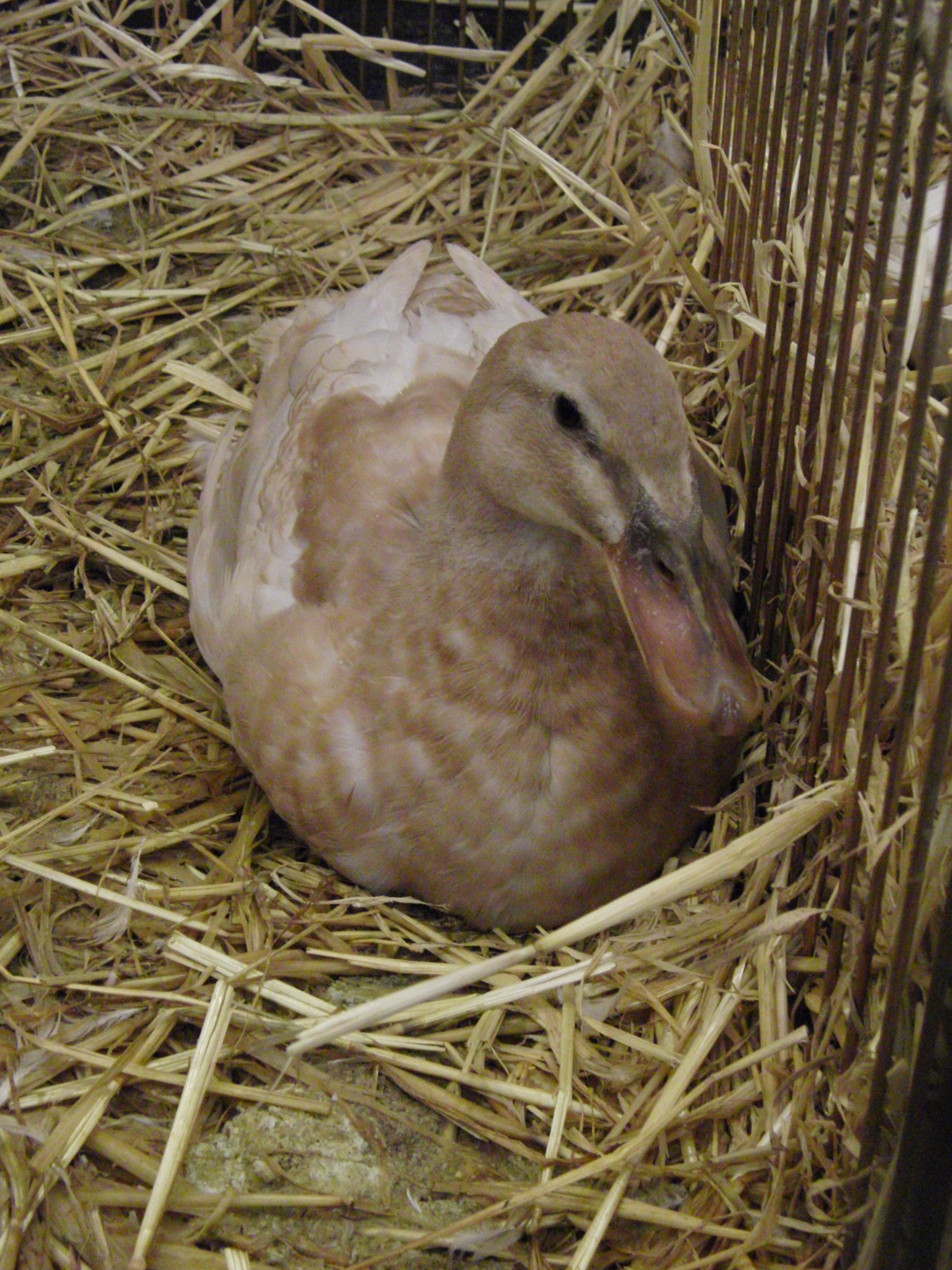
Cane coureur indien jaune pois au salon de l'agriculture.

D’abord sélectionné en Angleterre sur ces facultés de ponte, ce n’est plus l’objectif prioritaire des éleveurs. En effet, son allure en a fait un canard d’ornement prisé, et l’attention des éleveurs est donc maintenant portée sur des caractéristiques physiques irréprochables. C’est pourquoi la race voit ses capacités à pondre régresser actuellement. Par ailleurs, les éleveurs cherchent à développer de nouveaux coloris, et sont à l’origine des très diverses variétés existantes de ce canard.
Le coureur indien a également participé à la création d’autres races comme l’orpington et le Campbell anglais.

## Diffusion
On trouve le canard coureur indien un peu partout dans le monde, devant en grande partie sa popularité à son allure particulière.

## Galerie de photos

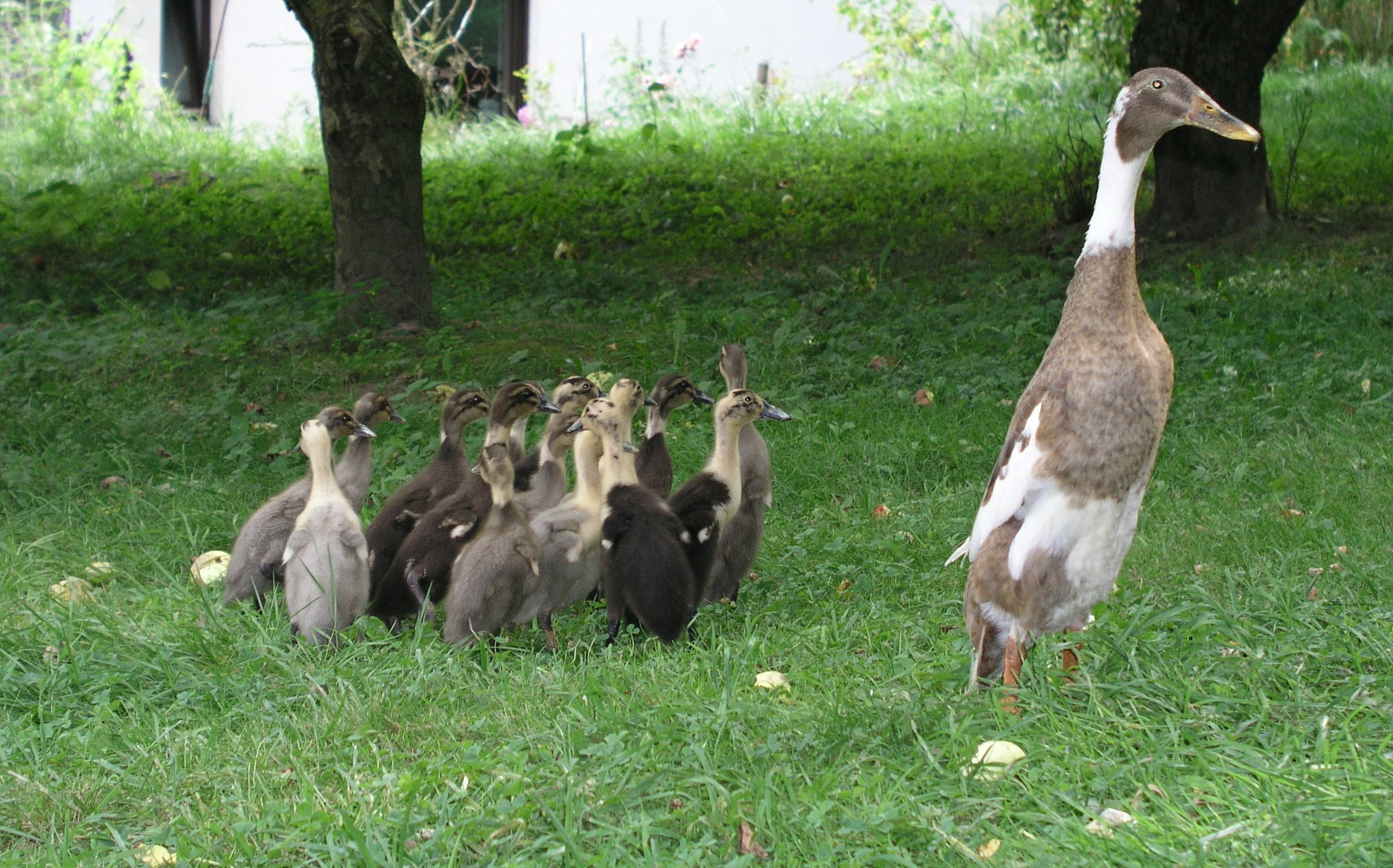
Cane avec ses petits
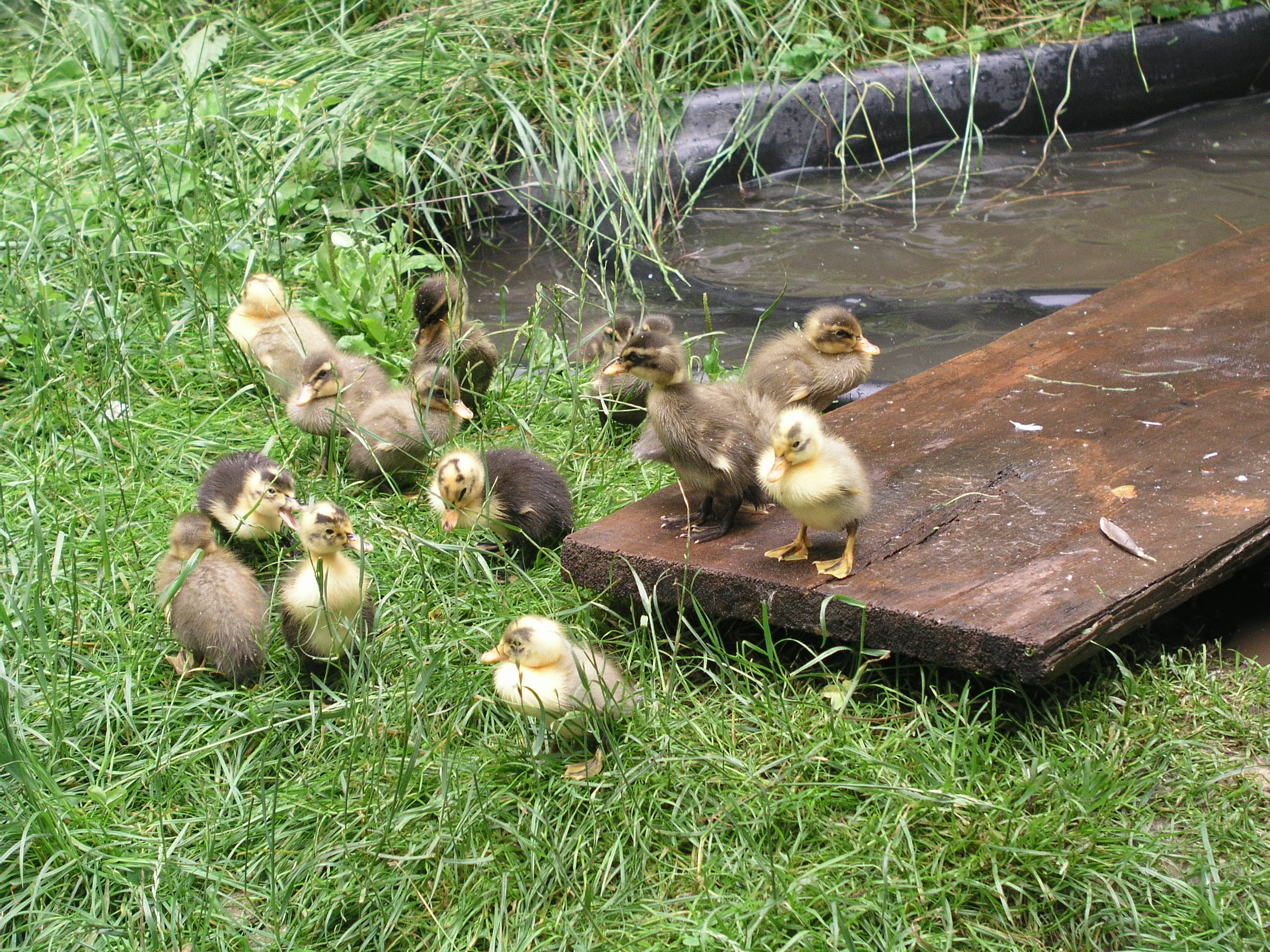
Canetons
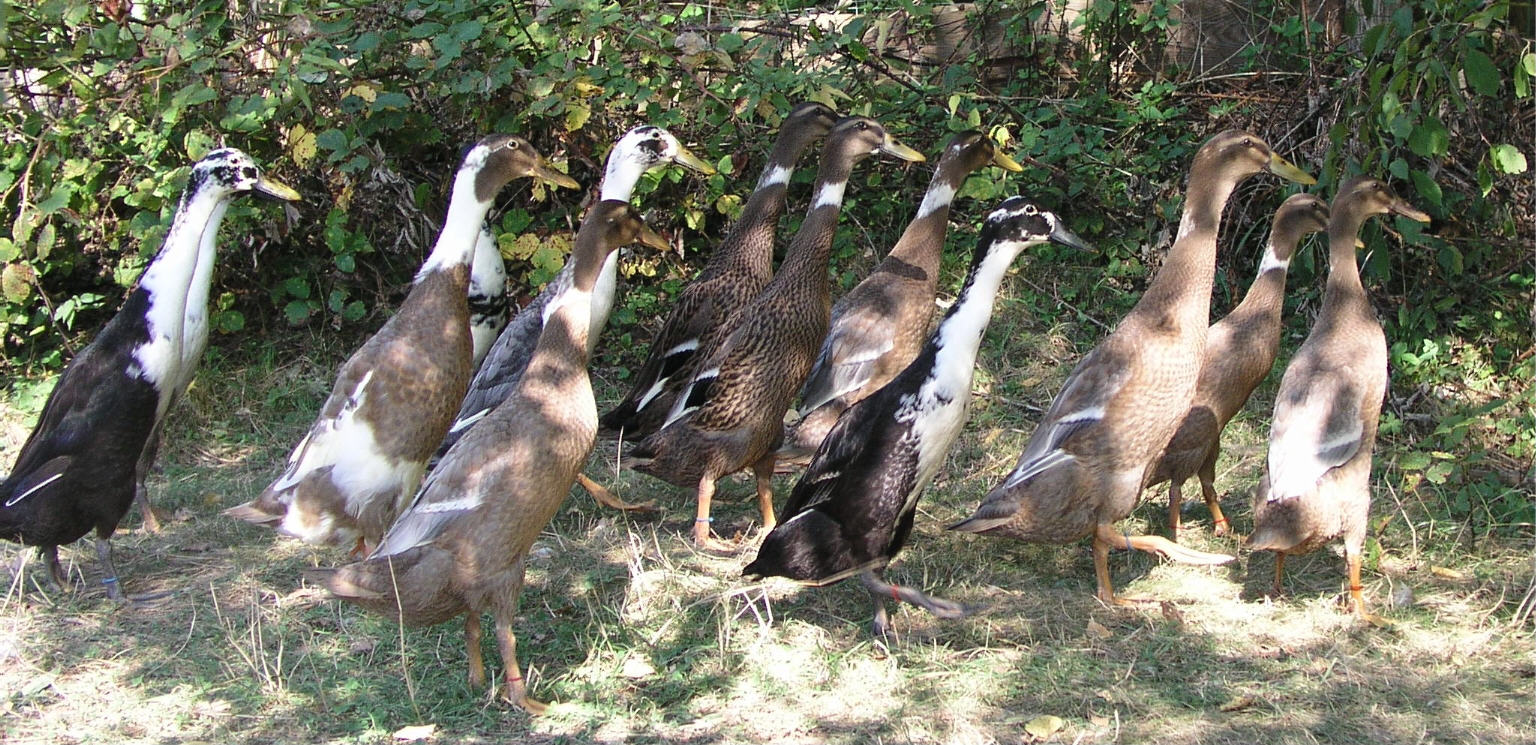
Coureurs indiens de différentes couleurs
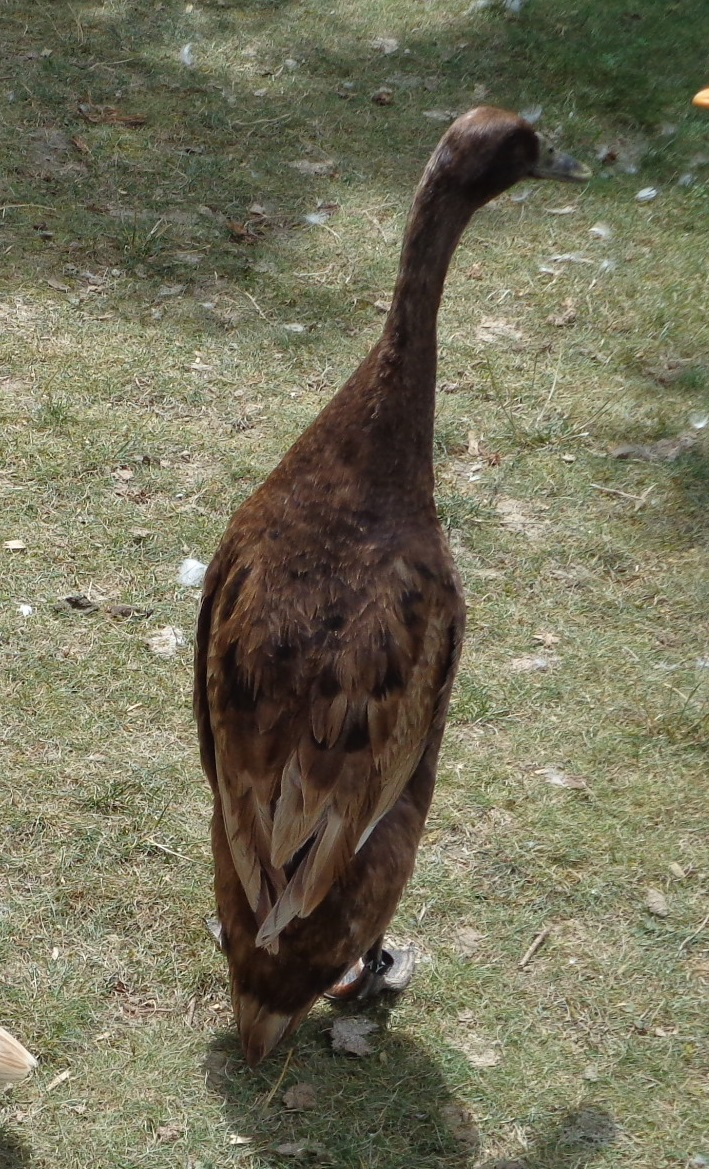
Cane coureur indien brun
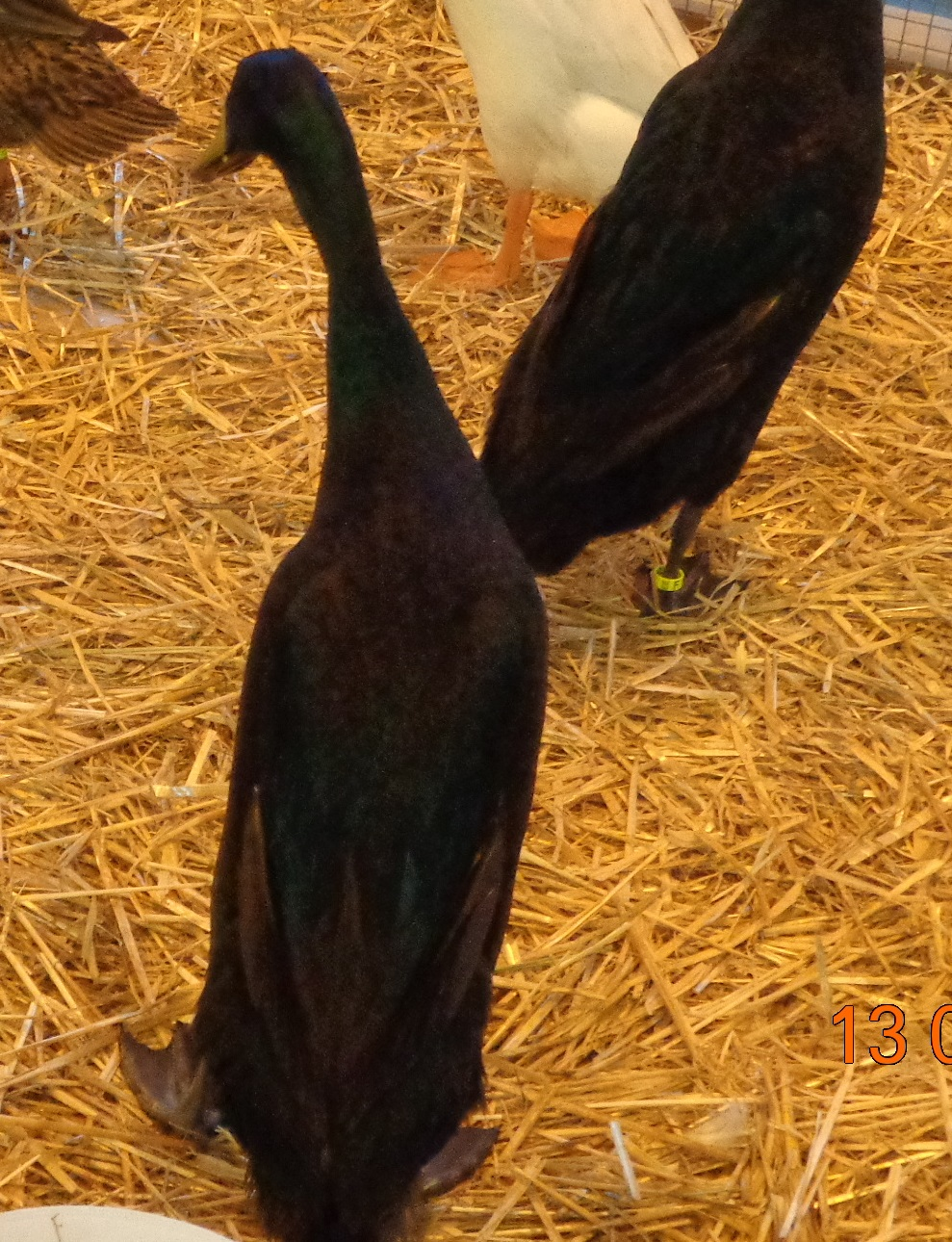
Canard coureur indien noir
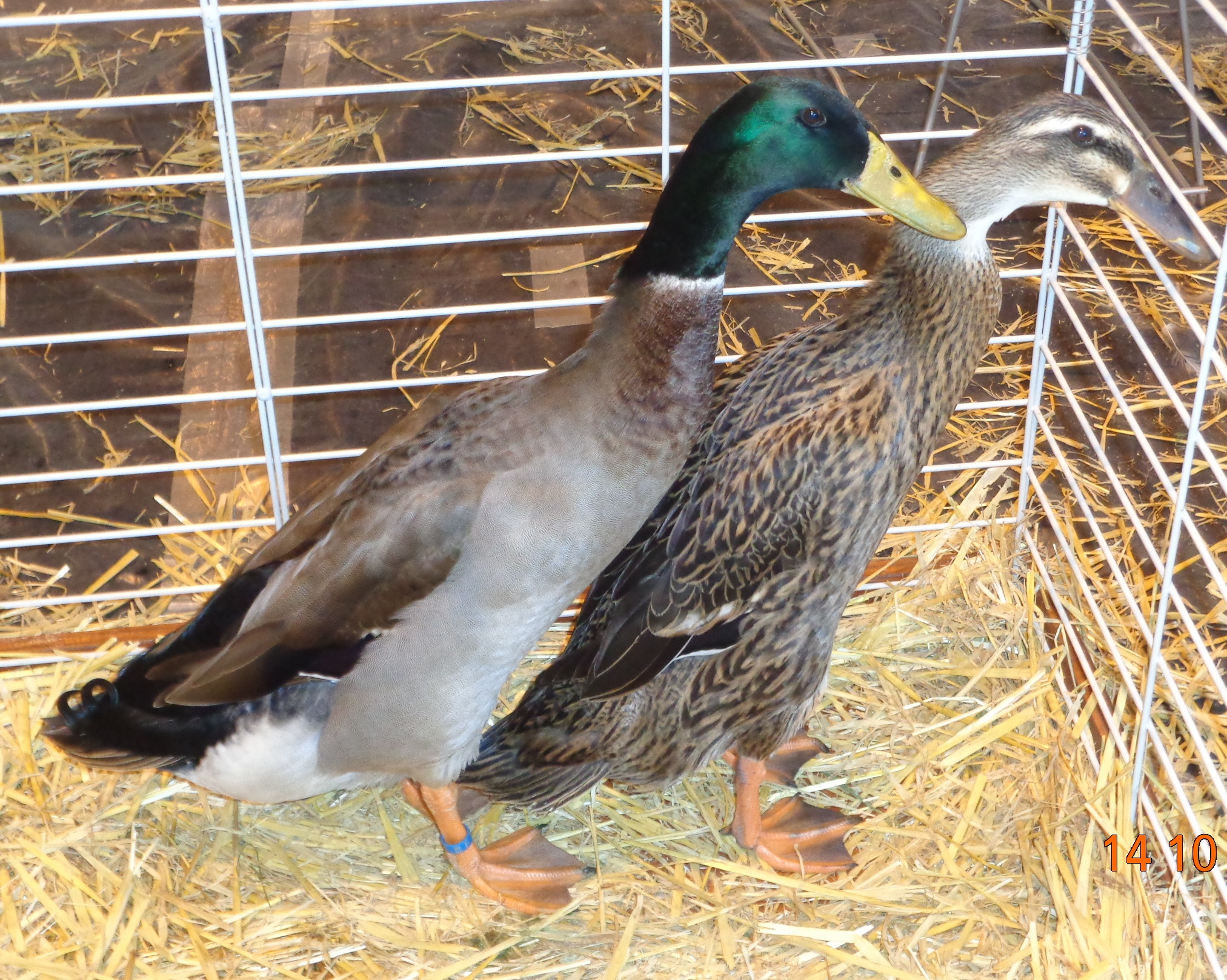
Couple de canards coureurs indiens sauvage (couleur colvert)
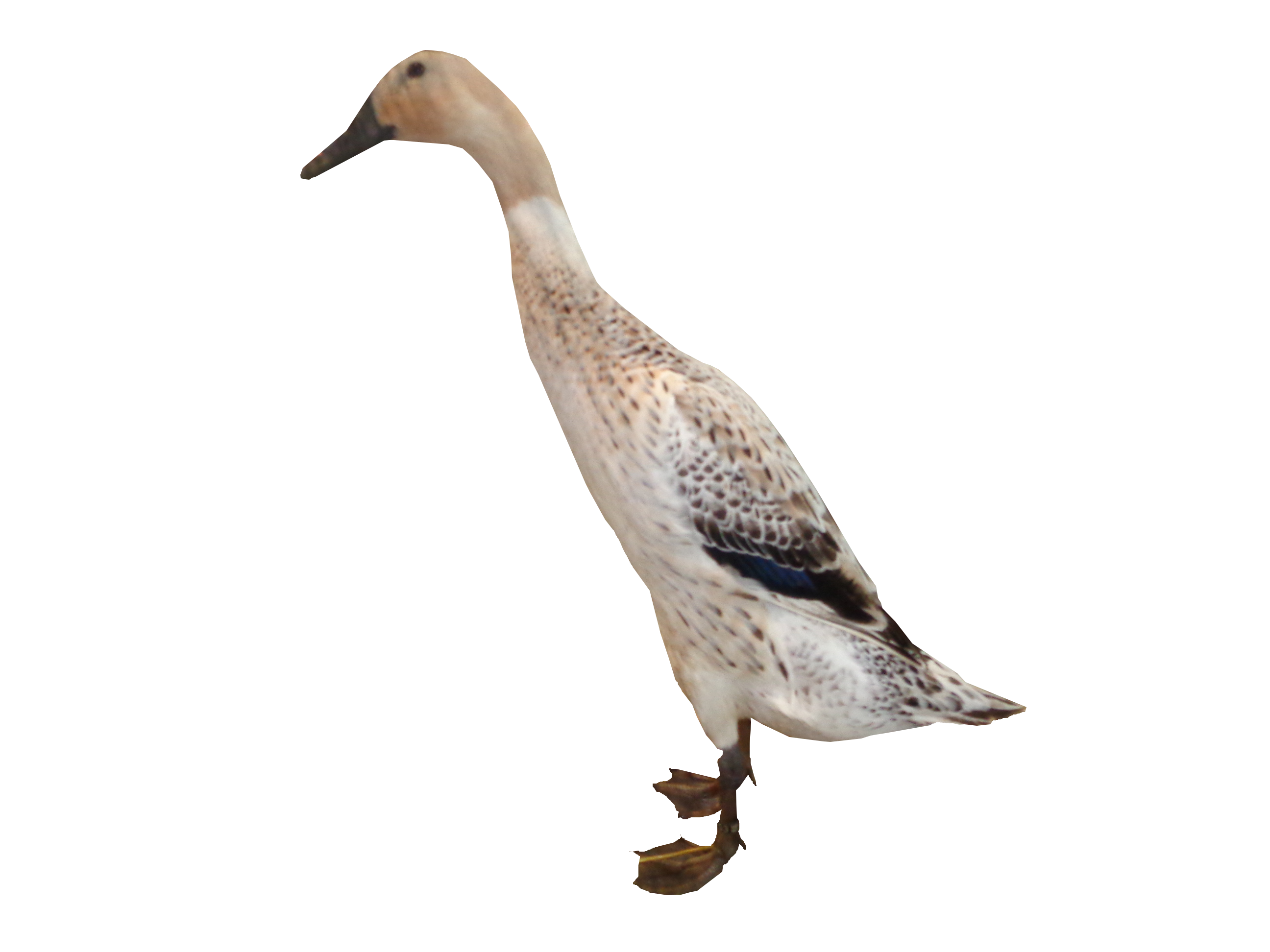
Cane coureur indien sauvage-argenté

## Le coureur indien au cinéma
C'est un coureur indien blanc qui a joué le rôle de Ferdinand le canard (le témoin de la folie du monde) dans le film Babe (1995). Dans ce film, le palmipède essaie de se rendre utile afin de ne pas finir en canard à l'orange comme ses semblables. Il remplace donc le coq pour réveiller la ferme, ce qui surprend et agace ses propriétaires, et accompagne le cochon au cours de ses aventures.